# Axinidris tridens
Axinidris tridens är en myrart som först beskrevs av Arnold 1946.  Axinidris tridens ingår i släktet Axinidris och familjen myror. Inga underarter finns listade.